# Kenta Kano
Kenta Kano (Shizuoka, 2 mei 1986) is een Japans voetballer.

## Clubcarrière
Kano tekende in 2005 bij Yokohama F. Marinos.